# قائمة شركات الطيران منخفضة التكلفة
هذه قائمة شركات الطيران الاقتصادي مرتبة حسب الدولة الأم.

## أفريقيا

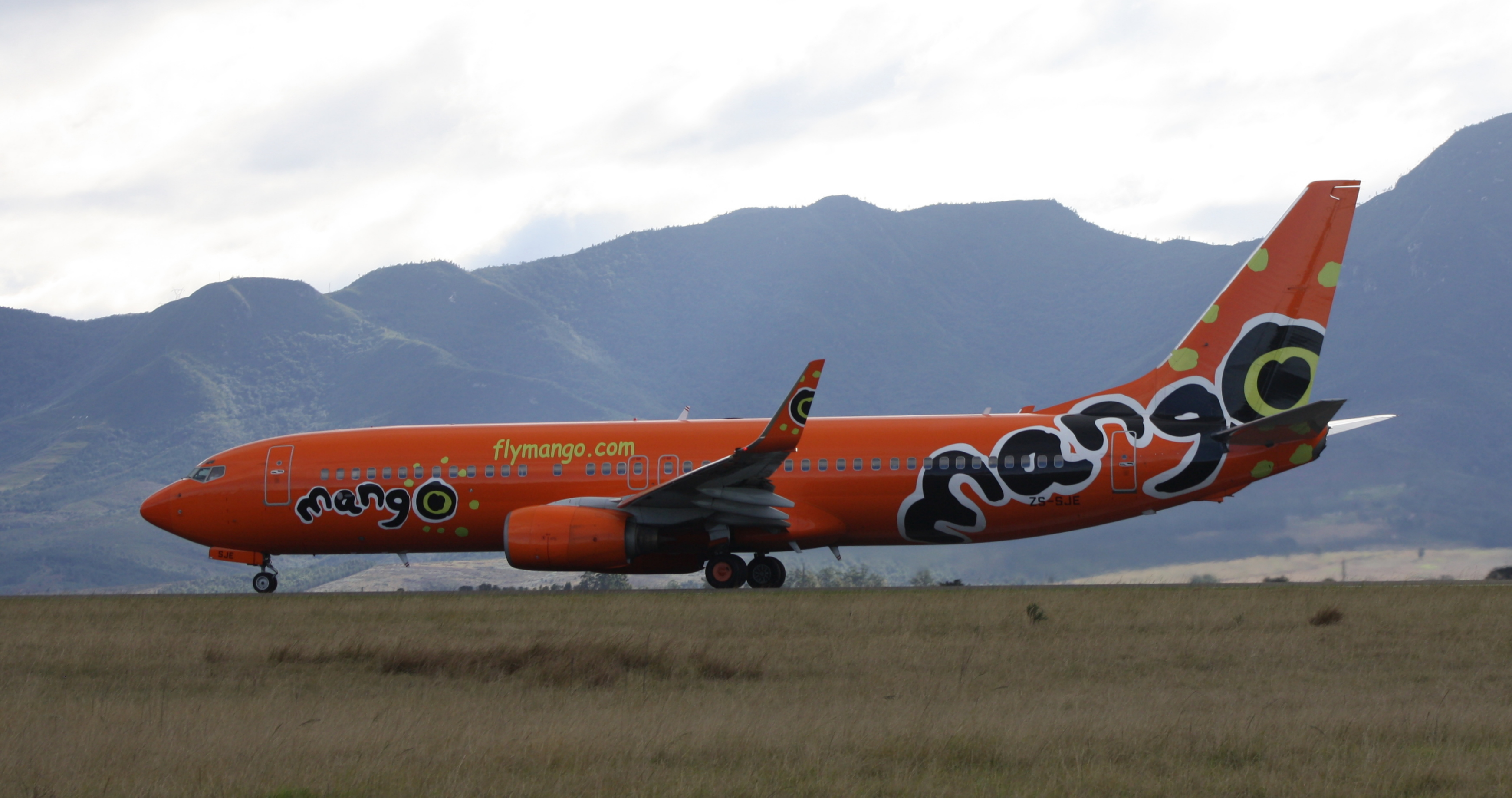
طائرة مانغو طراز ببوينغ 737

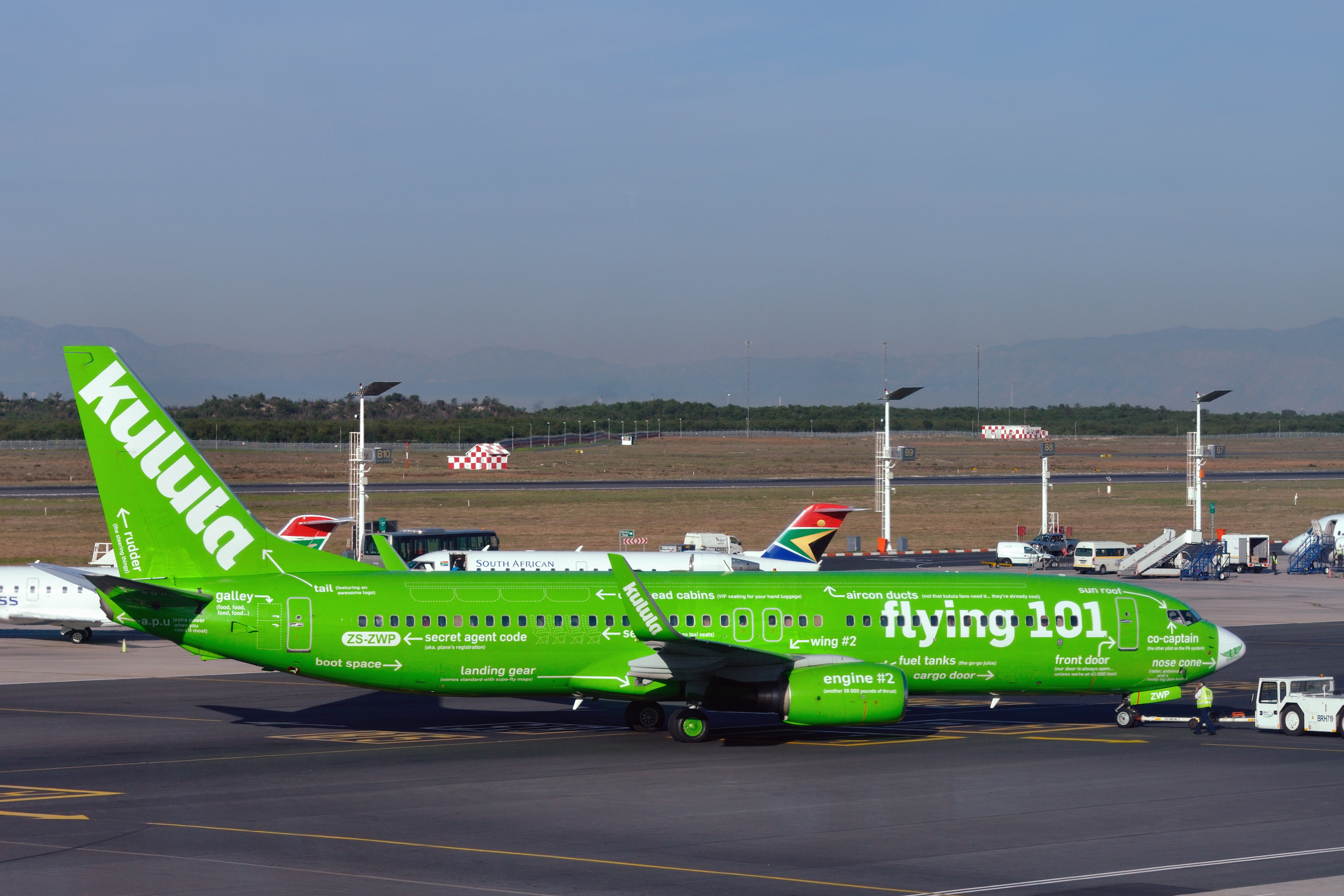
طائرة كولولا في مطار كيب تاون الدولي

| مصر - العربية للطيران مصر - إير كايرو - فلاي إيجيبت - النيل للطيران - نسما للطيران تونس - قرطاج للطيران - الطيران الجديد تونس - سيفاكس أيرلاينز كينيا - جامبو جيت - فلاي 540 |  | المغرب - العربية للطيران المغرب نيجيريا - جرين أفريكا الجوية جنوب إفريقيا - فلاي سافير - كولولا - مانغو - كومير زيمبابوي - فاست جيت زيمبابوي |

## الأمريكتان

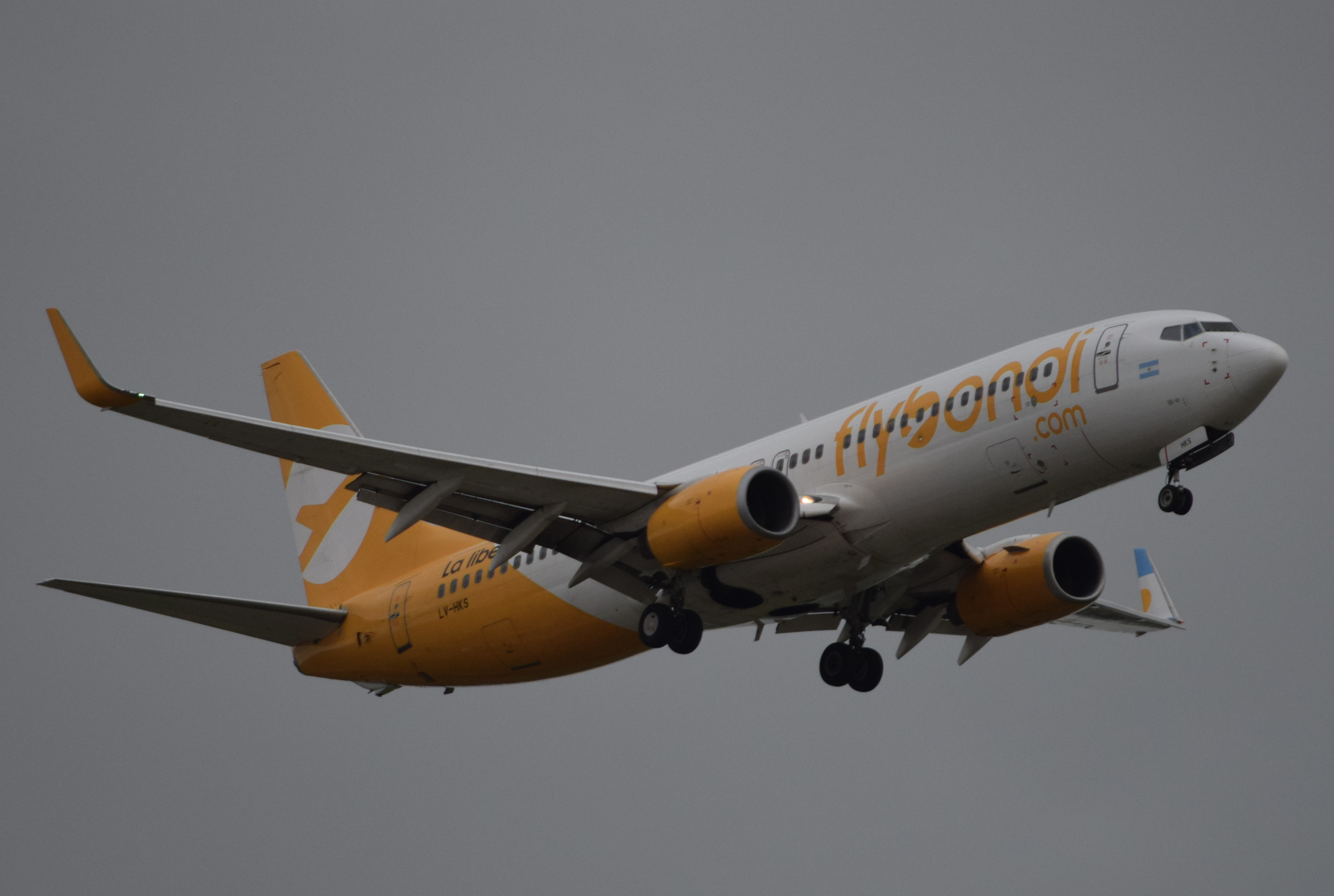
طائرة تابعة لفلاي بوند طراز بوينغ 737-83N

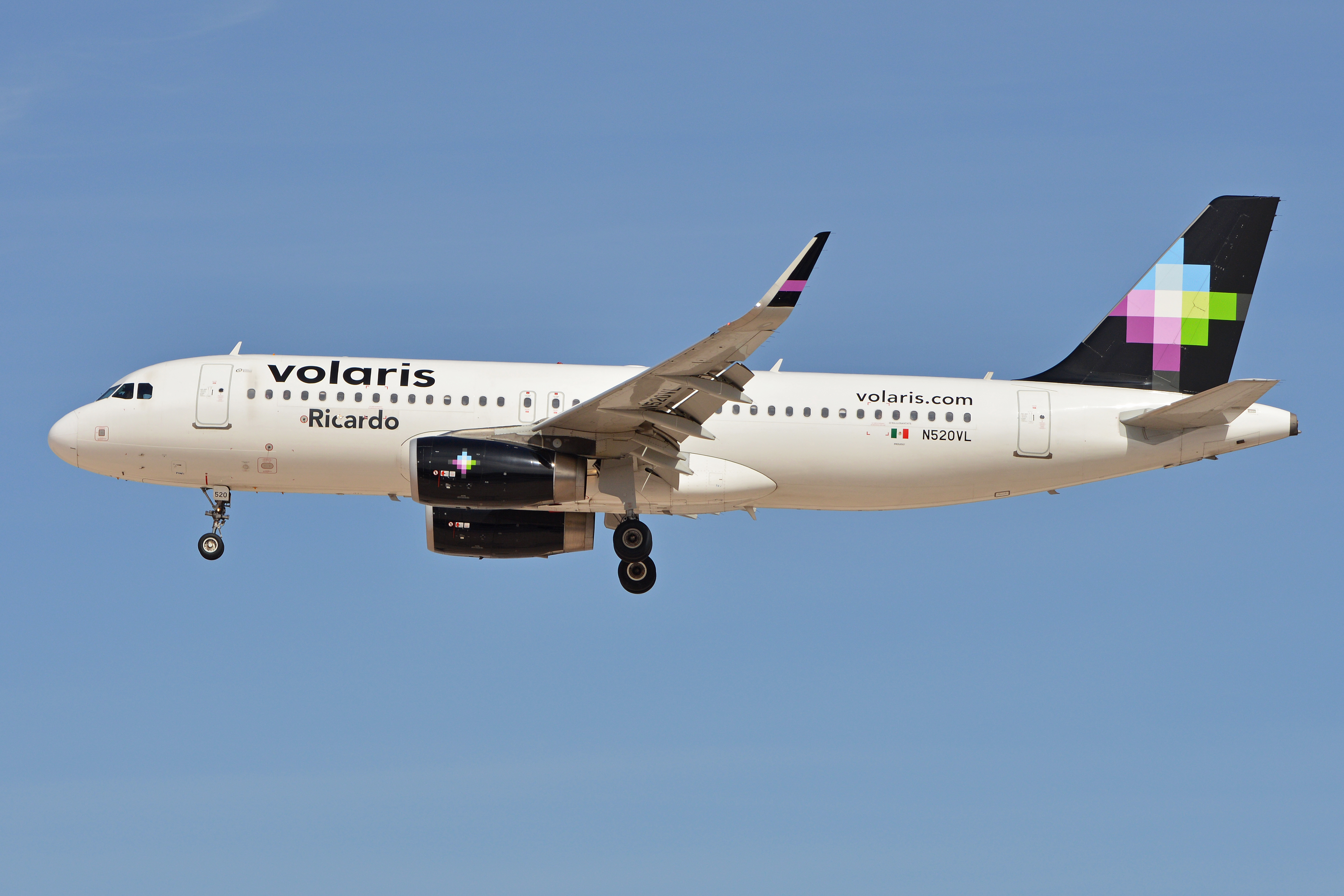
فولاريس طراز إيرباص A320-232

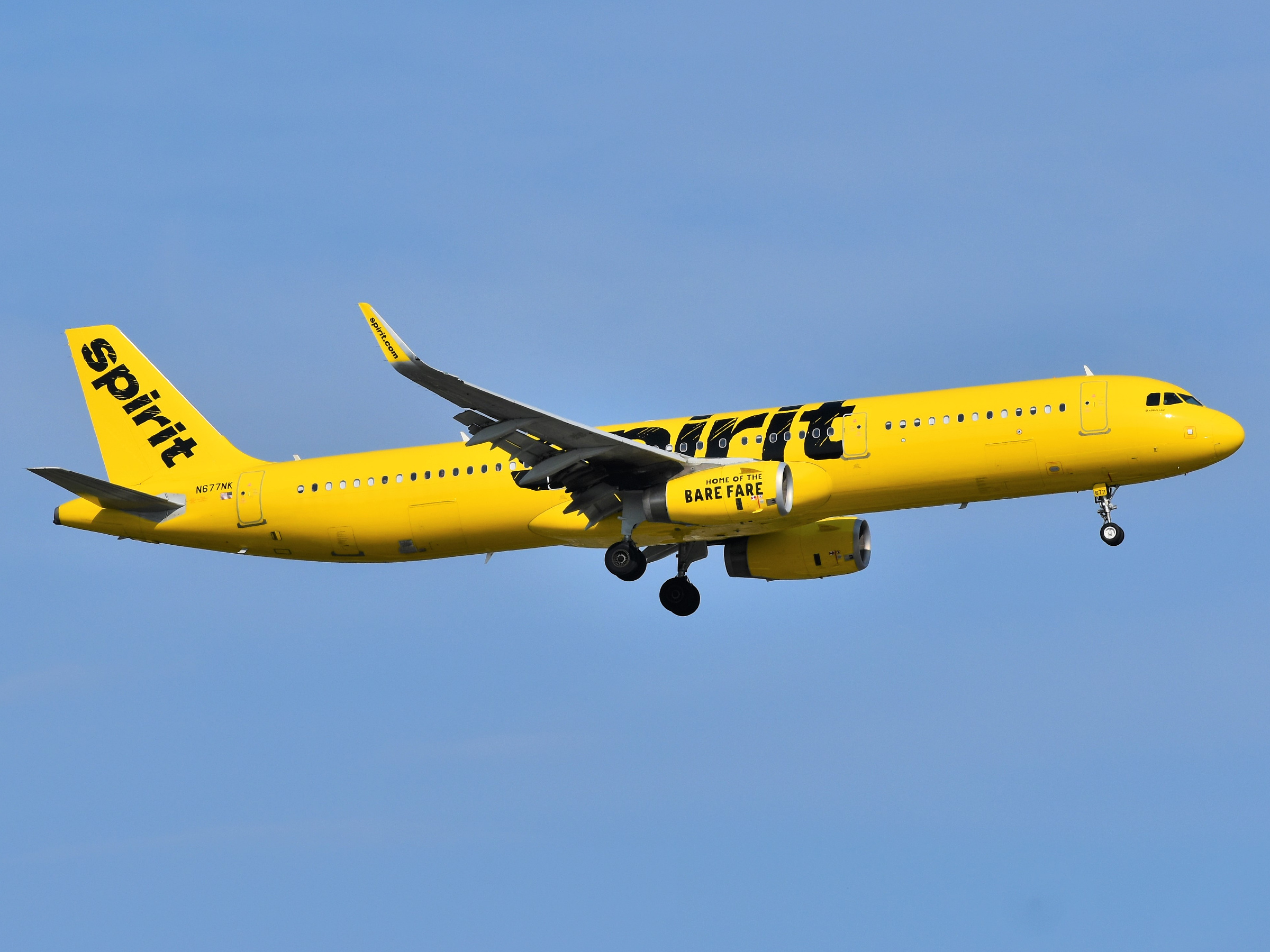
طائرة سبيربت (ايرباص A321) تقترب من مطار نيوآرك ليبرتي الدولي

| الأرجنتين - فلاي بوندي - جيت سمارت الأرجنتين البرازيل - جول لينهاس ايرزي إنتليجنتيس - ازول برازيليان ايرلاينز كندا - طيران كندا روج - فلير ايرلاينز - خطوط صن وينج الجوية - سووب تشيلي - سكاي ايرلاين - جيت سمارت كولومبيا - طيران فيفا كولومبيا - وينغو كوستاريكا - فولاريس كوستاريكا |  | جمهورية الدومينيكان - فلايكانا هندوراس - ايزي سكاي المكسيك - فيفا ايروبس - فولاريس بيرو - طيران فيفا بيرو الولايات المتحدة - أليجانت للطيران - أفيلو ايرلاينز - بريز للطيران - خطوط فرونتير الجوية - خطوط ساوث ويست الجوية - خطوط سبيريت الجوية - خطوط بلاد الشمس الجوية |

## آسيا

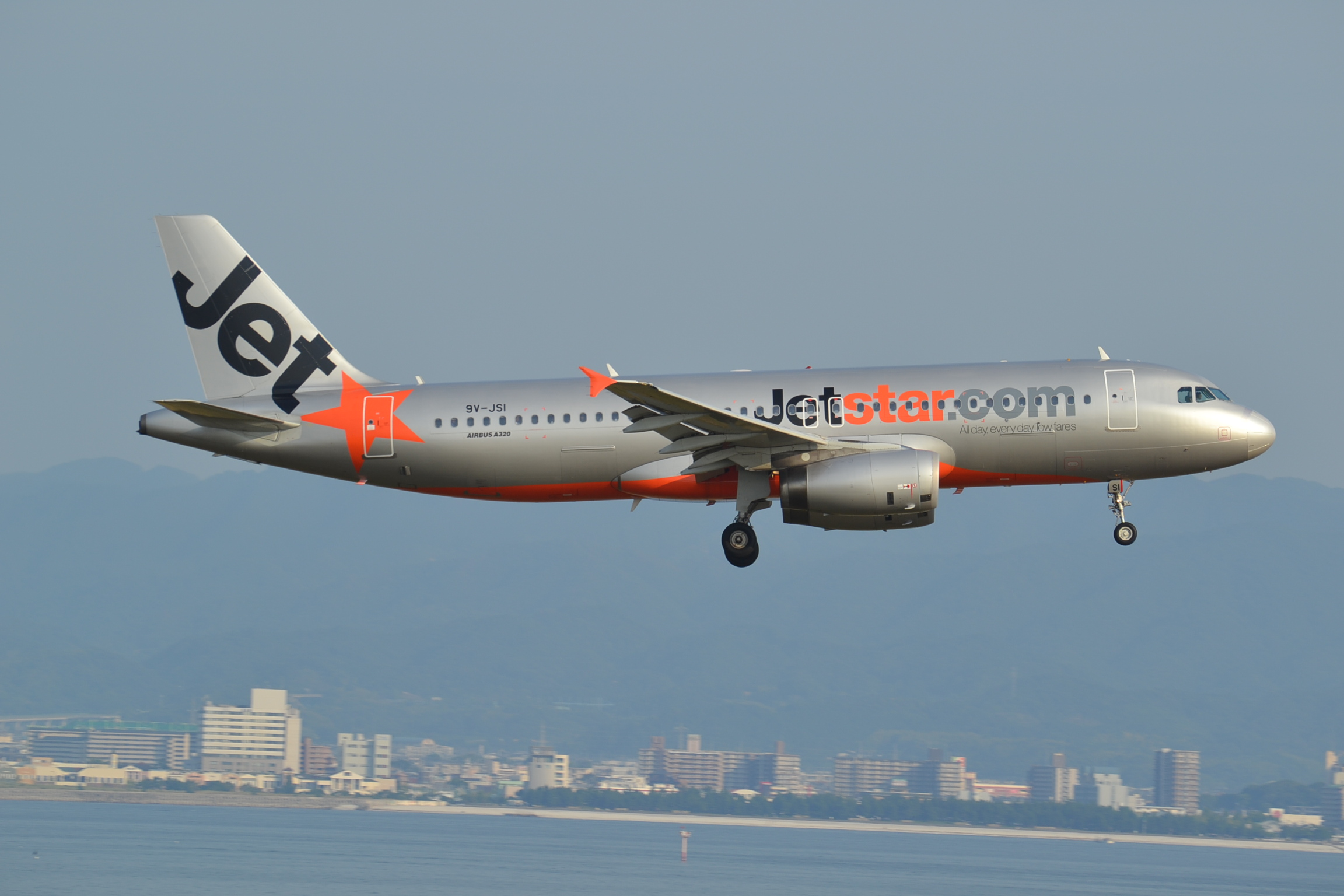
طائرة تابعة لخطوط جيت ستار آسيا طراز إيرباص إيه 320 في مطار كانساي الدولي في أوساكا

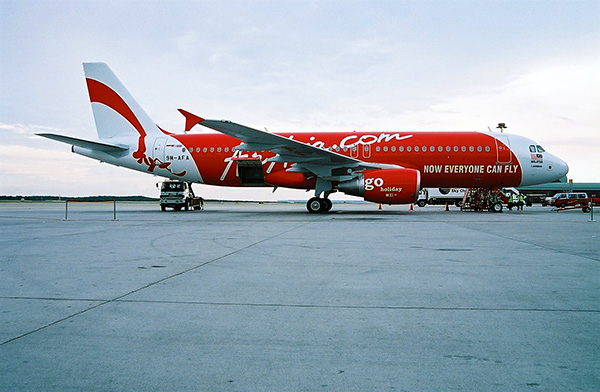
طائرة تابعة خطوط طيران آسيا من طراز إيرباص إيه 320 في مطار كوالالمبور الدولي. خطوط طيران آسيا هي أكبر شركة طيران منخفضة التكلفة في القارة.

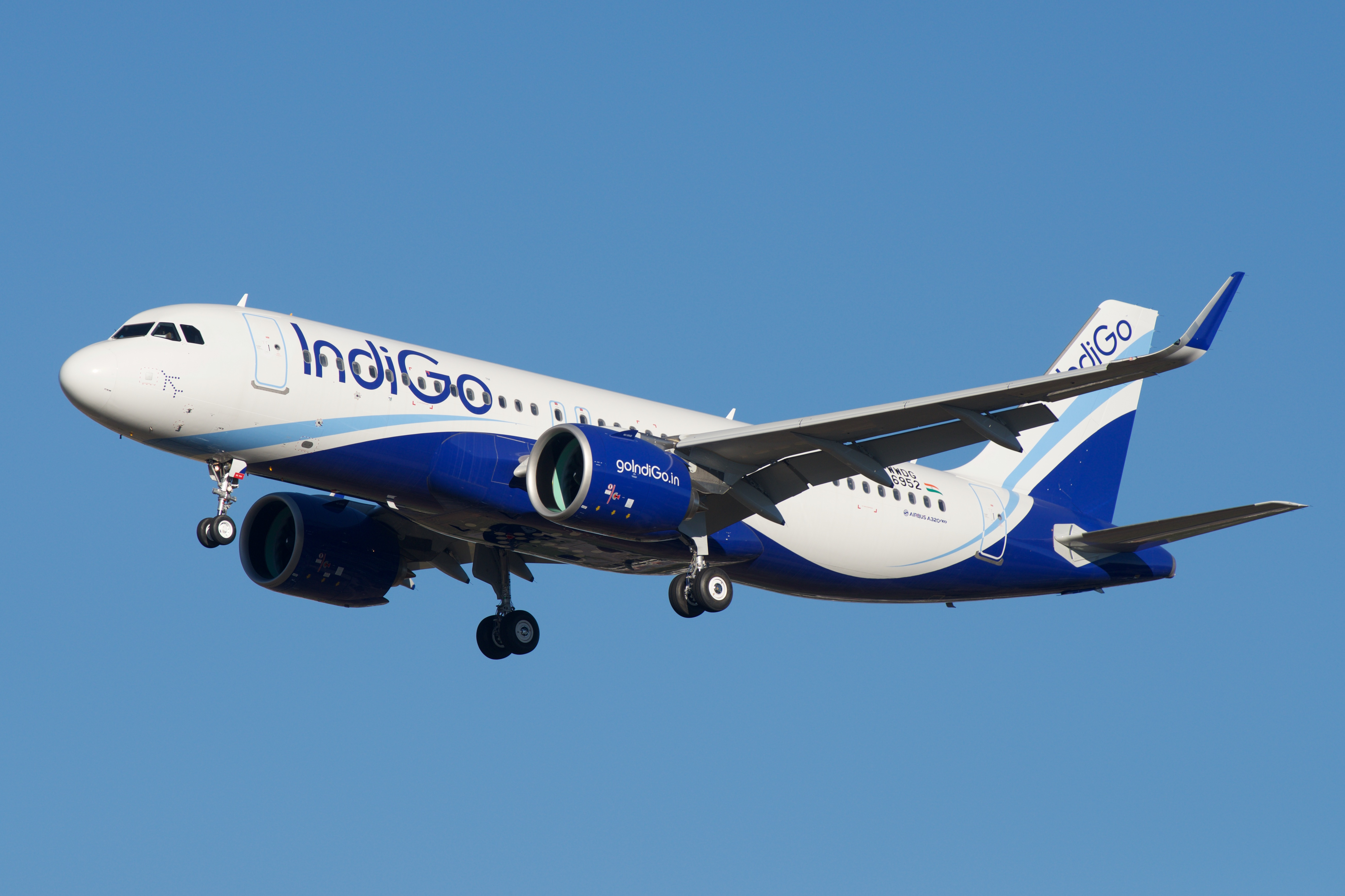
طائرة تابعة لخطوط إنديقو من طراز إيرباص A320neo. إنديقو هي أكبر مشغل لطائرة A320neo.

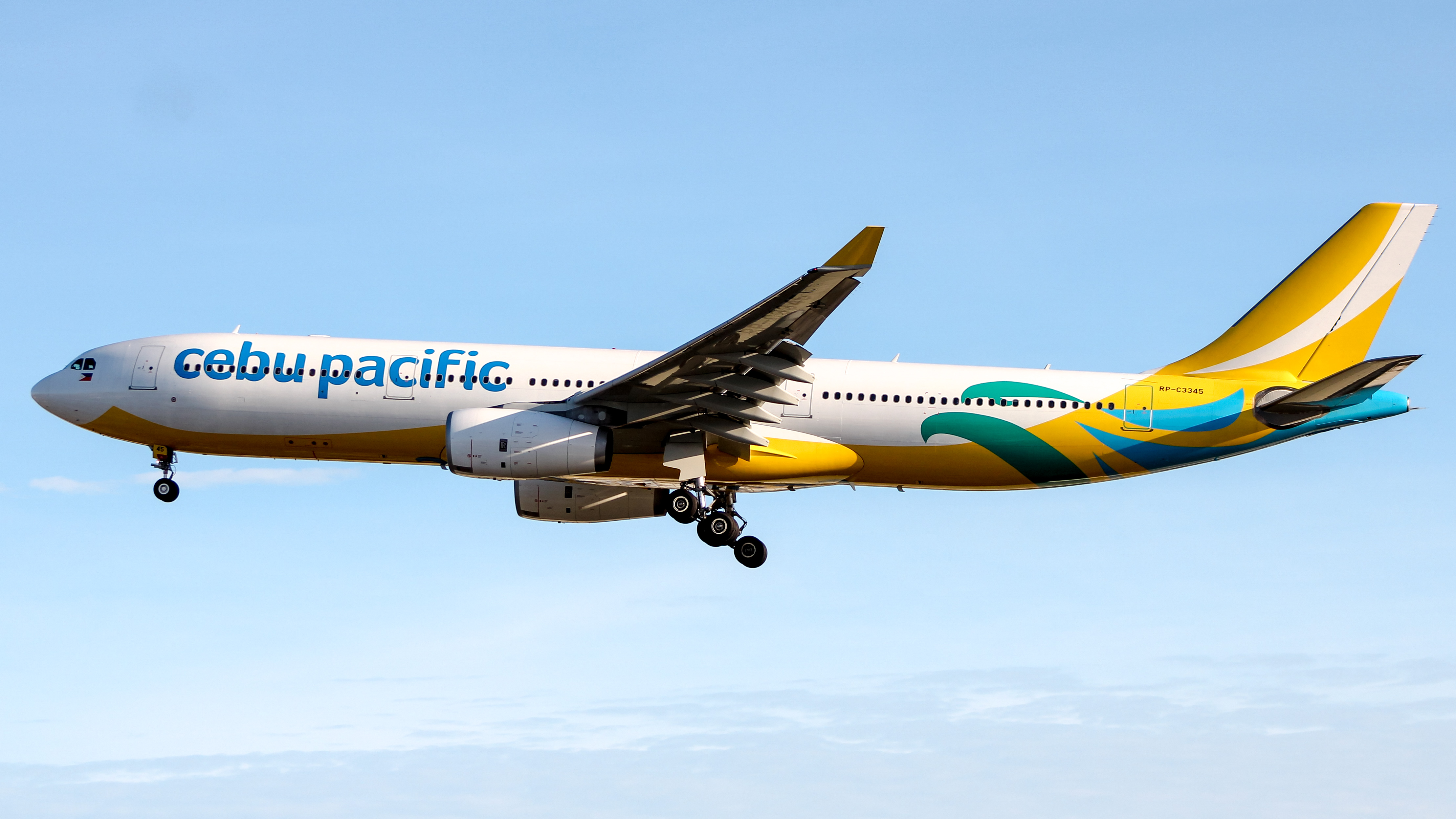
طائرة سيبو باسيفيك لإيرباص A330-300 تقترب من مطار نينوي أكوينو الدولي في مانيلا

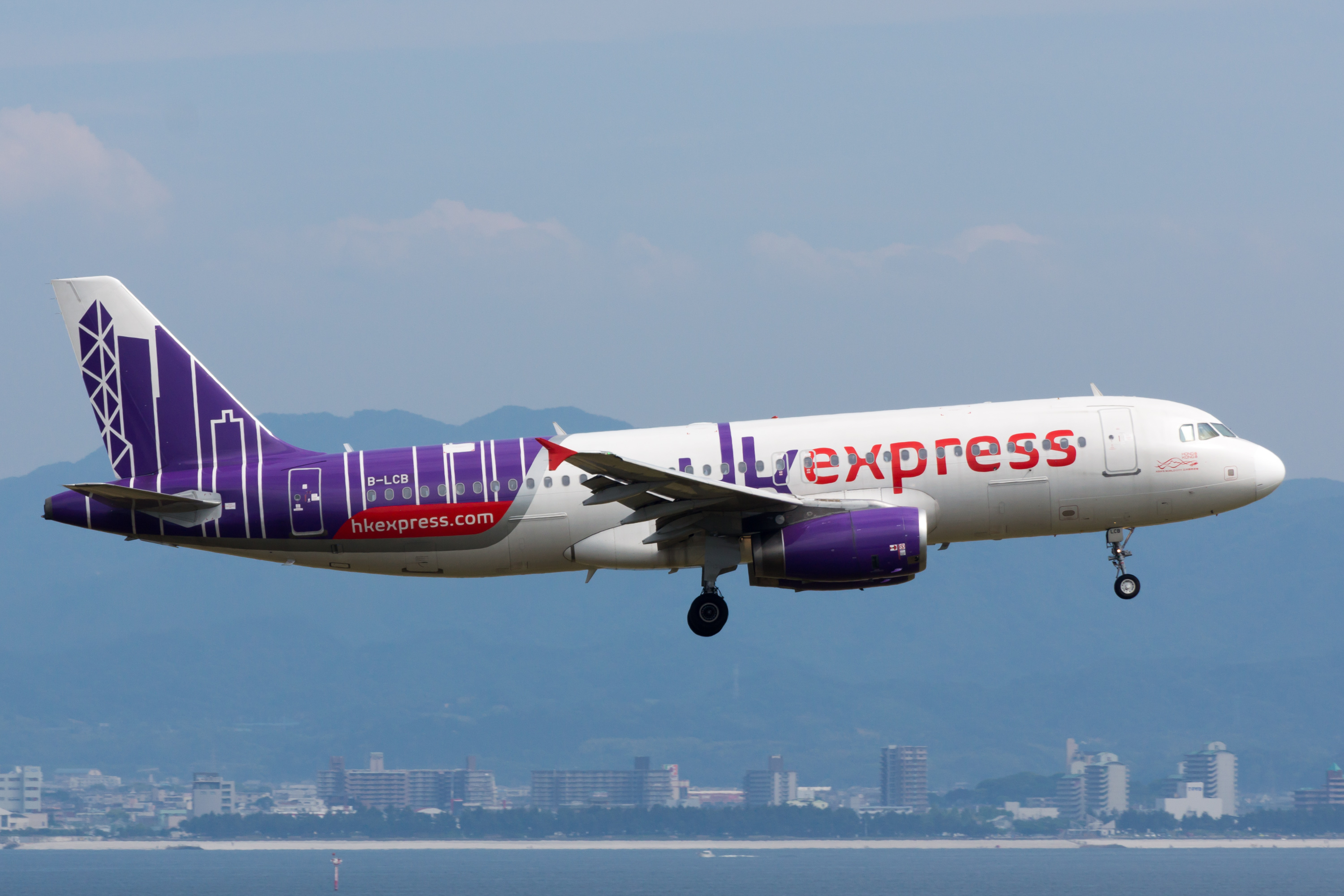
طائر تابعة لهونغ كونغ اكسبرسطراز ايرباص إيه 320-200

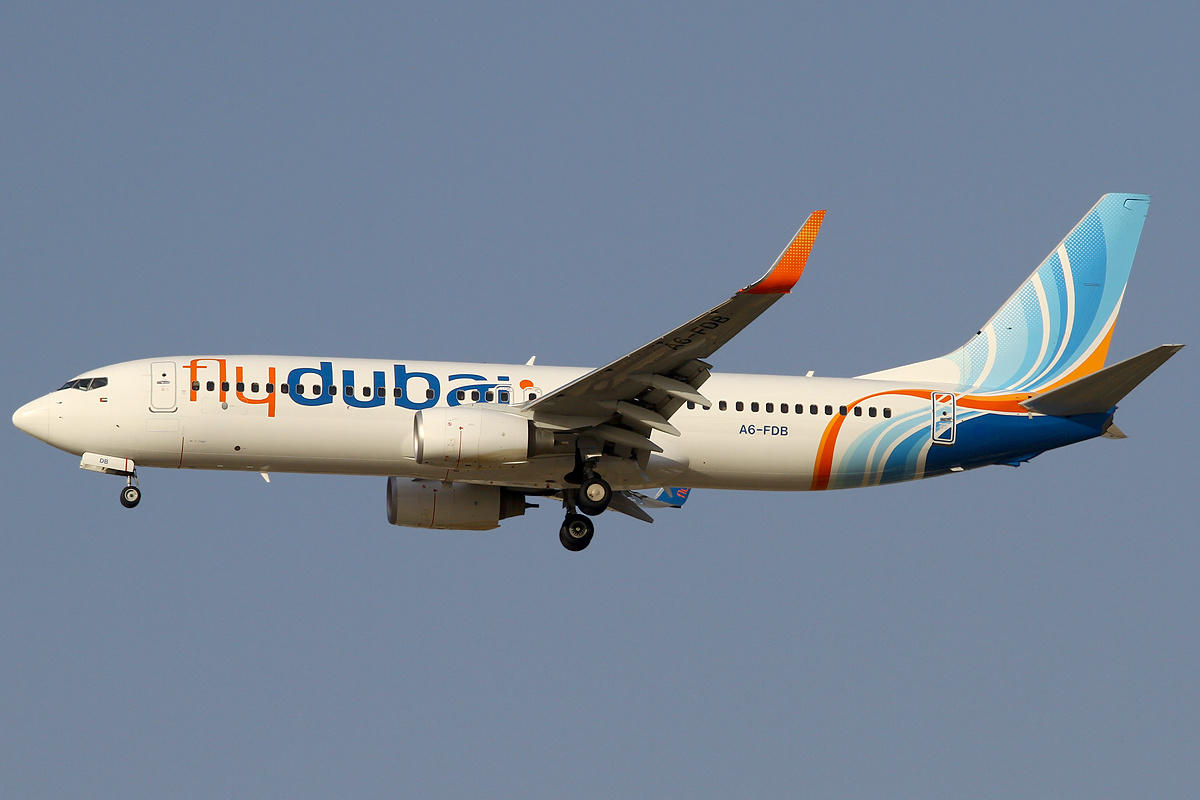
طائرة تابعة لفلاي دبي من طراز بوينغ 737-800 تقترب من دبي

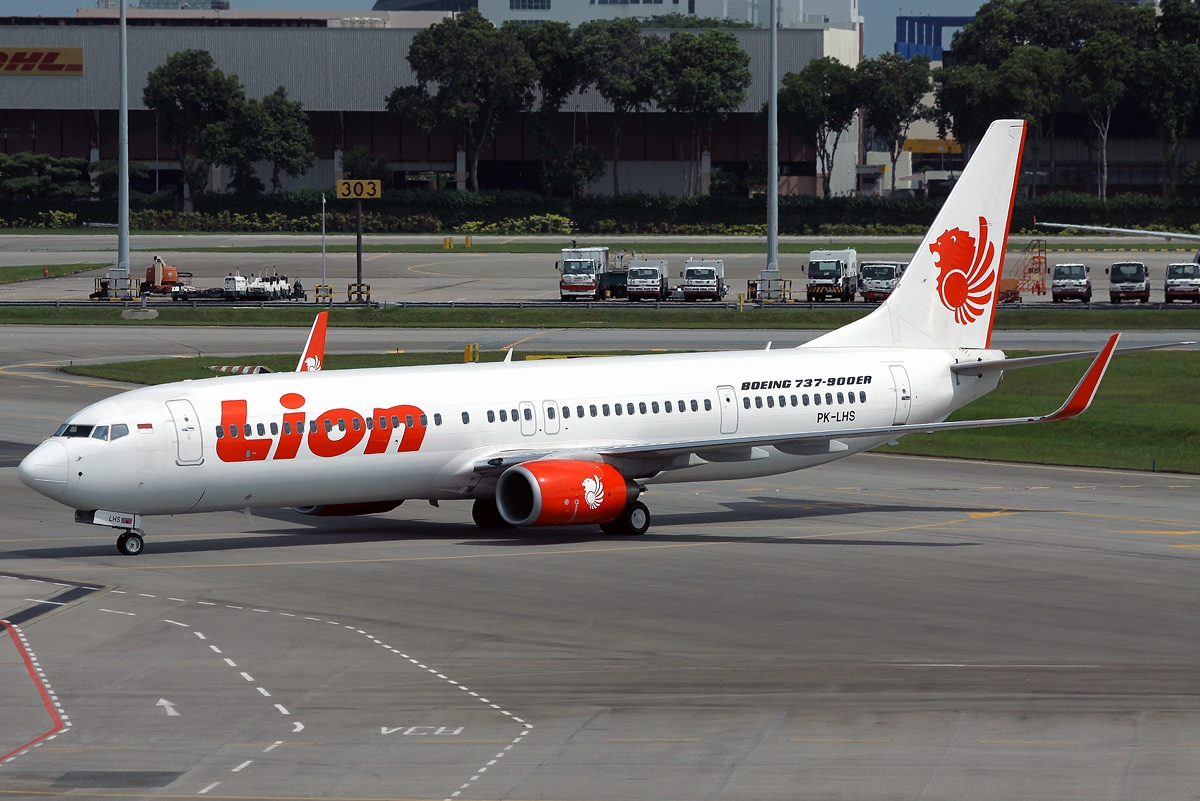
طائرة تابعة لليون إير من طراز بوينغ 737-900ER في مطار شانغي سنغافورة في سنغافورة

| أذربيجان - الخطوط بوتا الجوية كمبوديا - خطوط لانمي الجوية الصين - طيران 9 - خطوط بكين كابيتال الجوية - خطوط تشنغدو الجوية - خطوط طيران قويتشو الملونة - الخطوط الجوية الصينية المتحدة - جيانغشى للطيران - لاكي اير - رويلي ايرلاينز - سبرينج ايرلاينز - طيران أورومتشي - ويست اير هونغ كونغ - خطوط هونغ كونغ اكسبرس الهند - طيران الهند إكسبريس - طيران أسيا الهند - غو إير - إنديقو - سبايس جيت إندونيسيا - سيتي لينك - طيران آسيا (إندونيسيا) - ليون إير - سوبر اير جت - وينجز اير اليابان - جيت ستار اليابان - طيران بيتش - سبرينج ايرلاينز اليابان - طيران زب طوكيو كازاخستان - فلاي أريستان قرغيزستان - طيران ماناس ماليزيا - طيران آسيا - طيران آسيا (إكس) |  | عُمان - طيران السلام باكستان - إيربلو الفلبين - سيبغو - سيبو باسيفيك - بال اكسبريس - طيران آسيا (الفلبين) السعودية - طيران ناس - طيران أديل - طيران السعودية الخليجية سنغافورة - خطوط جيتستار آسيا الجوية - سكوت للطيران كوريا الجنوبية - طيران بوسان - بريميا الجوية - طيران سول - ايستار جيت - جيجو للطيران - جين للطيران - تيوي للطيران تايوان - تايجر اير تايوان تايلاند - طيران نوك - طيران آسيا - طيران آسيا (إكس) - تاي ليون اير - خطوط فيت جيت التايلاندية للطيران تركيا - أونور للطيران - خطوط بيغاسوس الإمارات العربية المتحدة - العربية للطيران - فلاي دبي - ويز للطيران أبو ظبي فيتنام - خطوط باسيفيك الجوية - خطوط فيت جيت اليمن - طيران السعيدة الكويت - طيران الجزيرة |

## أوروبا

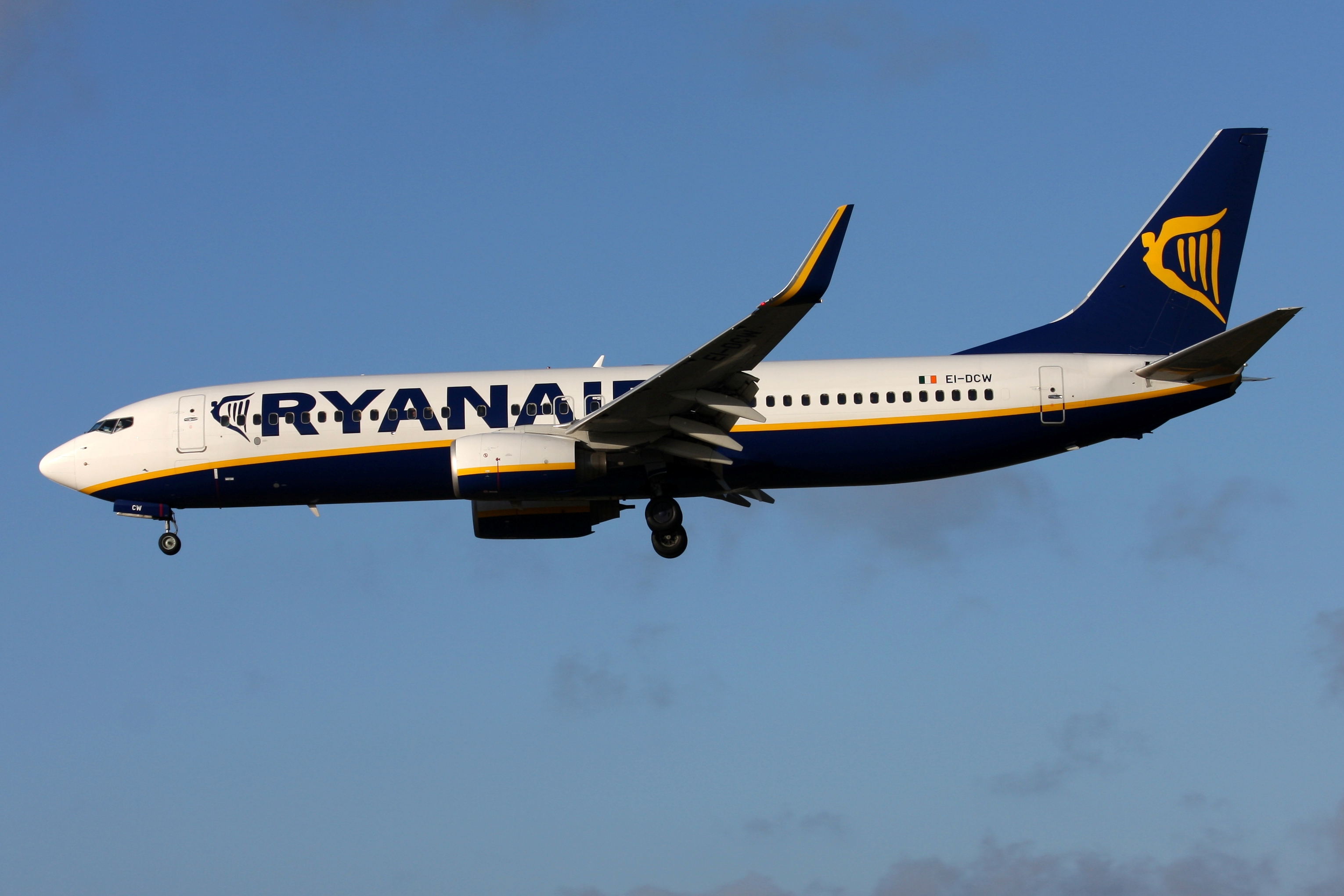
طائرة تابعة لرايان إير من طراز بوينغ 737-800. رايان إير هي أكبر شركة طيران منخفضة التكلفة في أوروبا.

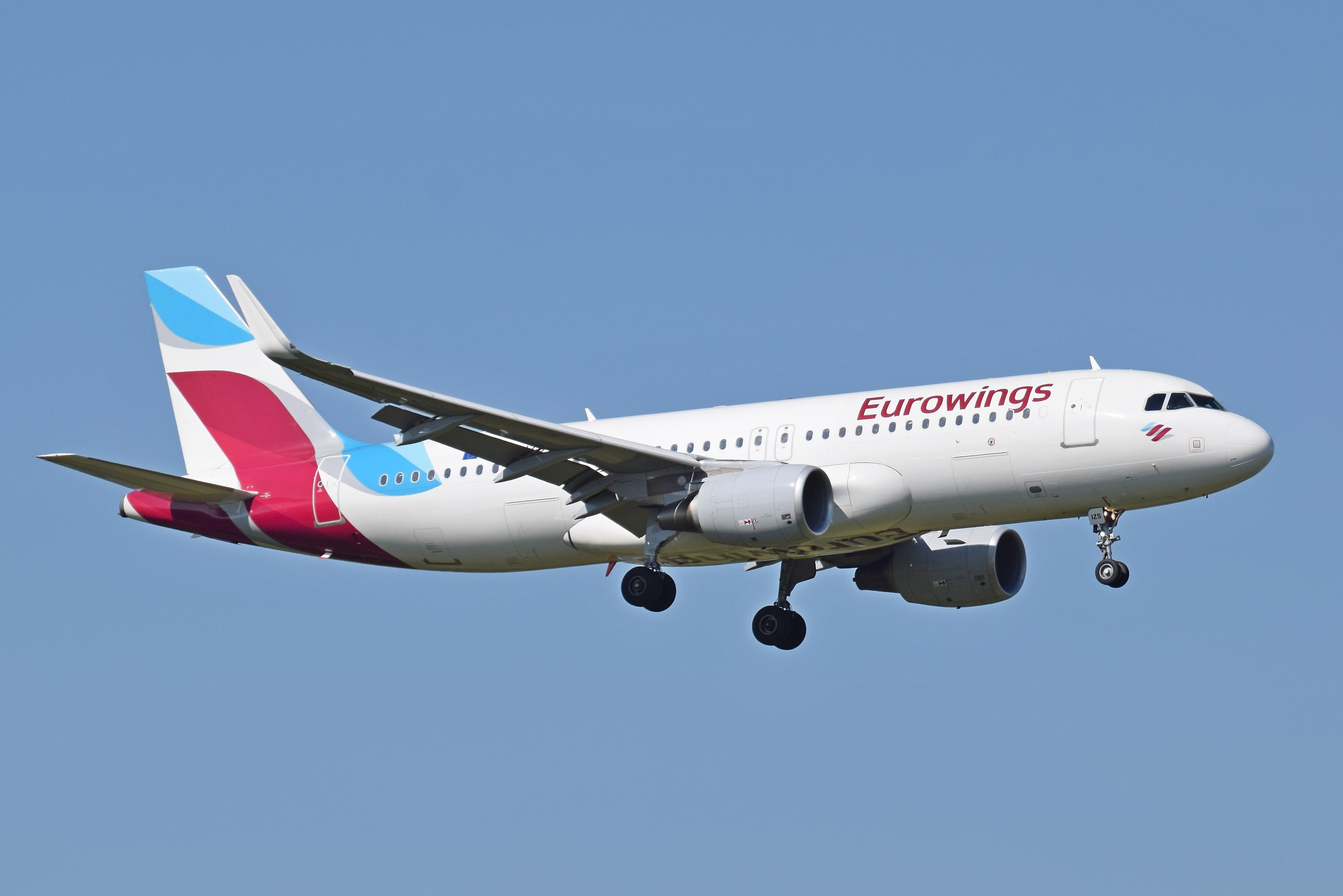
طائرة تابعة ليورو وينجز طراز ايرباص غيه 320-200

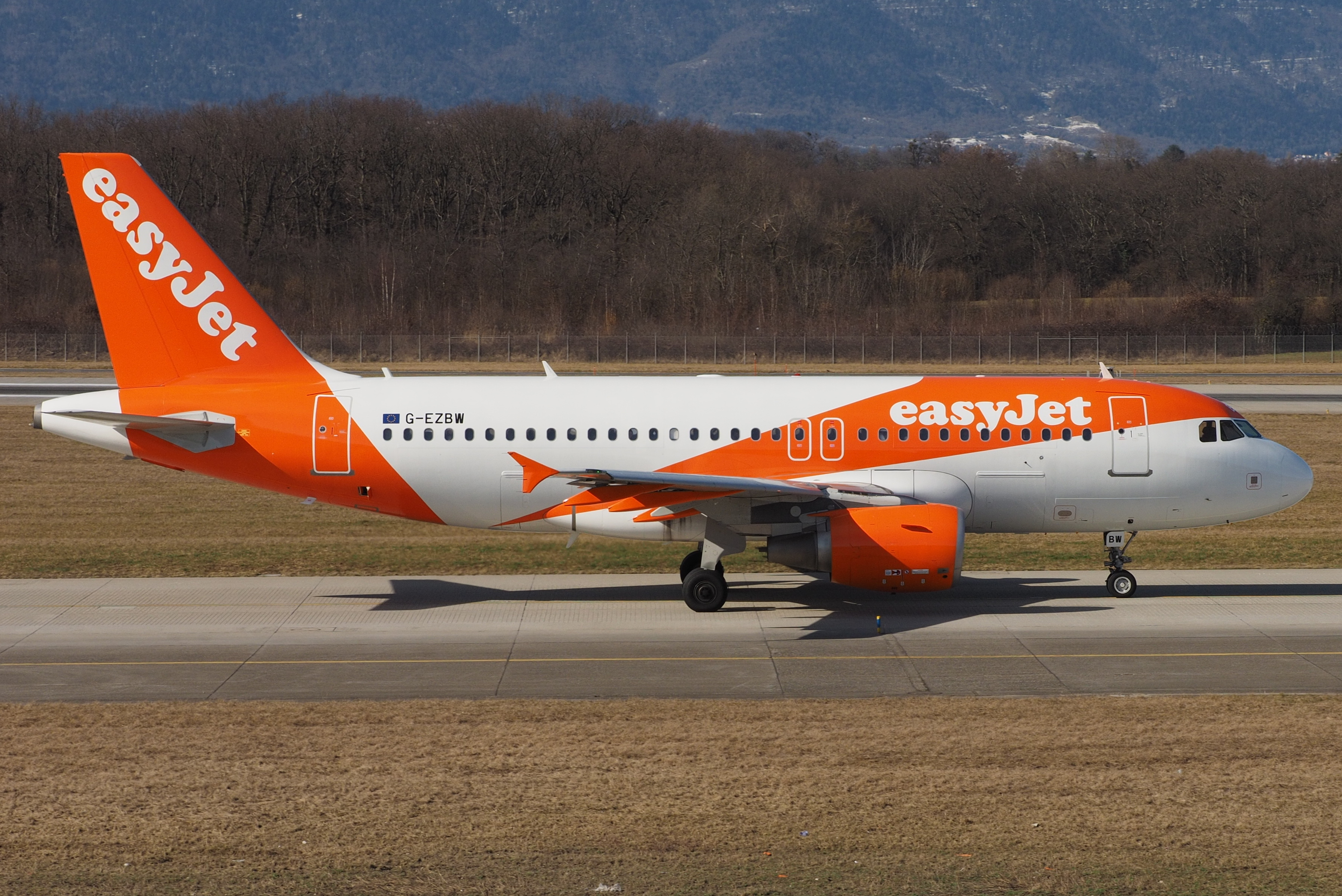
طائرة إيرباص إيه 319 تابعة إيزي جيت، وتعد إيزي جيت أكبر شركة طيران اقتصادية في المملكة المتحدة

| ألبانيا النمسا - ايزي جيت أوروبا - يوروينجز أوروبا جمهورية التشيك - سمارت وينجز فرنسا - بي فرنسا - ترانسافيا فرنسا ألمانيا - يورو وينجز المجر - ويز للطيران آيسلندا - بلاي جمهورية أيرلندا - رايان إير إيطاليا - بلو بانوراما ايرلاينز مالطا - طيران مالطا مولدوفا - فلاي وان هولندا - ترانسافيا النرويج - فلاير - النرويجية للطيران النرويج - آير شاتل النرويجية |  | بولندا - باز رومانيا - بلو إير روسيا - بوبيدا - سمارتافيا إسبانيا - ايبيريا اكسبريس - ليفيل - فولوتيا - فيولينغ - طيران أوروبا - بلس ألترا ايرلاينز السويد - النرويجية للطيران السويد سويسرا - ايزي جيت سويسرا - إديلويس للطيران - ليفيل أوروبا أوكرانيا - بيز للطيران - سكاي اب المملكة المتحدة - إيزي جيت - جيت تو دوت كوم - رايان إير المملكة المتحدة - ويز إير المملكة المتحدة |

## أوقيانوسيا
| أستراليا - خطوط جيت ستار الجوية |

## قائمة أكبر شركات الطيران منخفضة التكلفة
هذه قائمة بأكبر شركات النقل منخفضة التكلفة في العالم، مرتبة حسب عدد الركاب المنقولين، كما هو موضح أدناه بالملايين.
| المرتبة | شركة الطيران                | '15   | '14  | '13  | '12  | '11  | '10  | المصدر                                           |
| ------- | --------------------------- | ----- | ---- | ---- | ---- | ---- | ---- | ------------------------------------------------ |
| 1       | رايان إير                   | 101.4 | 86.4 | 81.4 | 79.6 | 76.4 | 72.7 |                                                  |
| 2       | إيزي جيت                    | 69.9  | 65.3 | 61.4 | 59.2 | 55.5 | 49.7 |                                                  |
| 3       | مجموعة طيران آسيا           | 50.6  | 45.6 | 42.6 | 34.1 | 29.9 | 25.7 |                                                  |
| 4       | مجموعة ليون إير             | –     | 45.0 | 37.9 | 32.0 | 27.0 | 20.5 |                                                  |
| 5       | جول لينهاس ايرزي إنتليجنتيس | 27.1  | 25.7 | 21.0 | 15.0 | 13.6 | 10.9 |                                                  |
| 6       | إنديقو                      | 58    | 29.7 | 22.8 | 19.3 | 15.8 | –    |                                                  |
| 7       | آير شاتل النرويجية          | 25.8  | 24.0 | 20.7 | 17.7 | 15.7 | 13.0 |                                                  |
| 8       | فيولينغ                     | 24.8  | 21.5 | 17.2 | 14.8 | 12.3 | 11.0 |                                                  |
| 9       | خطوط بيغاسوس                | 22.3  | 19.7 | 16.9 | 13.6 | 11.3 | 8.6  |                                                  |
| 10      | ويست جيت                    | 20.2  | 19.6 | 18.5 | 17.4 | 16.0 | 15.2 |                                                  |
| 11      | ويز للطيران                 | 19.2  | 12.0 | 11.2 | 9.6  | 7.8  | 5.8  |                                                  |
| 12      | جيت ستار                    | 18.9  | 17.1 | 15.2 | 10.5 | 9.7  | 8.0  |                                                  |
| 13      | سيبو باسيفيك                | 18.4  | 16.9 | 14.4 | 12.3 | 10.5 | –    |                                                  |
| 14      | خطوط سبيريت الجوية          | 17.9  | 14.3 | 12.4 | 10.4 | 8.5  | 7.0  |                                                  |
| 15      | سبايس جيت                   | 11.7  | 12.6 | 11.7 | 9.5  | 8.6  | 6.6  |                                                  |
| 16      | ترانسافيا                   | 10.8  | 9.9  | 8.9  | -    | -    | -    |                                                  |
| 17      | أليجانت للطيران             | 9.4   | 8.0  | 7.1  | 6.6  | 6.1  | 5.9  | نسخة محفوظة 31 يوليو 2018 على موقع واي باك مشين. |
| 18      | فلاي دبي                    | 9.0   | 7.3  | 6.8  | 5.1  | –    | –    |                                                  |
| 19      | خطوط فيت جيت                | 8.5   | 7.0  | 6.8  | 6.5  | 6.0  | 5.5  |                                                  |
| 20      | سبرينج ايرلاينز             | 7.9   | 7.6  | 6.6  | 6.7  | 5.8  | 5.3  |                                                  |
| 21      | مجموعة العربية للطيران      | –     | 6.8  | 6.1  | 5.3  | 4.7  | 4.5  |                                                  |
| 22      | جيت تو دوت كوم              | 5.9   | 6.0  | 5.5  | 4.8  | 4.2  | 3.4  |                                                  |
| 23      | طيران نوك                   | 4.8   | 5.0  | 4.5  | 3.3  | 3.7  | 3.9  |                                                  |
| 24      | مانغو                       | 2.3   | 1.8  | 1.6  | 1.4  | 1.3  | 1.3  |                                                  |
| 25      | فاست جيت                    | 0.8   | 0.6  | 0.4  | <0.1 | –    | –    |                                                  |

## قائمة الشركات السابقة

### أفريقيا
الجزائر
- أنتينيا
- ايكو اير انترناشيونال

 المغرب
- جيت فور يو
- أطلس بلو

 موزمبيق
- فاست جيت موزمبيق

 جنوب إفريقيا
- 1 تايم
- فيلفيت سكاي
- سكاي وايز إيرلاينز

 تنزانيا
- فاست جيت تنزانيا

 زيمبابوي
- فلاي أفريكا زيمبابوي

### الأمريكيتين
الأرجنتين
- خطوط لاسا الجوية
- سول ايرلاينز

 باربادوس
- ريدجيت

 البرازيل
- خطوط بي أر إيه الجوية
- خطوط ويب جيت الجوية

 تشيلي
- أجنحة أمريكا اللاتينية

 كندا
- طيران تانجو كندا
- كندا 3000
- كانجيت
- الخطوط الجوية الكندية
- سلوقي للطيران
- خطوط هارموني الجوية
- جيتسجو
- فيستاجيت
- وردر
- ويست جيت (أصبحت شركة طيران كاملة الخدمات في عام 2017؛ لا تزال تعمل تحت نفس الاسم)
- زب
- خطوط زوم الجوية

 كولومبيا
- لاتام كولومبيا
- إنتركونتيننتال دي أفياسيون

 الإكوادور
- إيكارو للطيران

 المكسيك
- ايرو كاليفورنيا
- ألاديا
- أفياكسا
- أفولار
- كليك المكسيك (بعد عام 2008؛ غيرت علامتها التجارية إلى شركة كليك ولم تعد شركة طيران منخفضة التكلفة)
- إنترجيت
- أزتيكا ايرلاينز
- سارو (شركة طيران)
- خطوط تايسا الجوية

 الولايات المتحدة
- طيران فلوريدا
- خطوط إيرتران الجوية (حصلت عليها ساوثويست ايرلاينز)
- خطوط ايه تي ايه الجوية
- برانيف (1991-1992)
- هوترس إير
- طيران الاستقلال
- مترو جيت
- خطوط ميدواي الجوية (1993-2003)
- الخطوط الجوية الوطنية
- خطوط جنوب غرب المحيط الهادئ الجوية
- بيبول اكسبرس
- هواء آمن
- خطوط سكايبص الجوية
- سكاي فاليو
- سونغ (دمجت مع خطوط دلتا الجوية)
- الخطوط الجوية الجنوبية الشرقية
- ستريملاين اير
- تيد (ضمت إلى الخطوط الجوية المتحدة)
- طيران البرج
- خطوط فولاجيت الجوية
- خطوط فانجارد الجوية
- فيرجن أمريكا (اندمجت مع خطوط ألاسكا الجوية)
- خطوط ويسترن باسيفيك الجوية

 الأوروغواي
- أوير

### آسيا
البحرين
- طيران البحرين

 جورجيا
- فلاي فيو

 هونغ كونغ
- أويسيس هونغ كونغ إيرلاينز

 إندونيسيا
- ادم اير
- طيران بالي
- طيران باتافيا
- طيران آسيا إكس

 الهند
- جيت كونيكت (اندمجت مع جيت للطيران)
- جيت لايت (اندمجت مع جيت للطيران)
- كينجفيشر ايرلاينز
- خطوط باراماونت الجوية
- سمبلي ديكان

 اليابان
- طيران آسيا (اليابان)
- نكست إير
- لينك إير
- فانيلا اير (اندمجت مع بيتش إير)

 الأردن
- العربية للطيران الأردن

 ماكاو
- فيفا ماكاو

 نيبال
- طيران كوزميك
- فلاي يتي

 باكستان
- ريان للطيران
- بهوجا للطيران
- طيران شاهين

 الفلبين
- سبيريت أوف مانيلا إيرلاينز
- طيران آسيا (زيست) (اندمجت مع طيران آسيا (الفلبين))

 السعودية
- طيران سما

 سنغافورة
- تايغر ايرويز (اندمجت مع سكوت للطيران)
- فالوير (استحوذت عليها خطوط جيتستار آسيا الجوية في عام 2005، حلت 2014)

 كوريا الجنوبية
- بوهانج إير

 سريلانكا
- الخطوط الجوية ميهين لانكا (اندمجت مع الخطوط الجوية السريلانكية)

 تايوان
- يو لاند ايرلاينز
- في إير

 تايلاند
- نوكسكوت
- خطوط وان تو جو
- سولار للطيران

 الإمارات العربية المتحدة
- خطوط كانغ باسيفيك الجوية

### أوروبا
ألبانيا
- خطوط باتروس الجوية
- بيلي إير

 النمسا
- لاودا
- ليفيل أوروبا
- طيران نيكي

 بلجيكا
- فيرجن اكسبريس (اندمجت مع خطوط سي إن بروكسل الجوية لتشكيل الخطوط الجوية البلجيكية)

 بلغاريا
- طيران وبز بلغاريا

 قبرص
- خطوط هيليوس الجوية

 جمهورية التشيك
- بلو اير مورافيا

 الدنمارك
- خطوط ستيرلينغ الجوية
- ترانسافيا الدنمارك

 جزر فارو
- فاروجيت

 فنلندا
- فلاينج فين

 فرنسا
- اير تركواز
- فلاي ويست

 ألمانيا
- طيران برلين (أصبحت شركة طيران كاملة الخدمات في عام 2010 وانهارت في عام 2017)
- دي بي إيه
- جيرمانوينغز (اندمجت مع يورو وينجز)
- إتش إل إكس (دمجت مع هاباغلاي وتويفل، ثم بيعت لطيران برلين)
- أو إل تي اكسبريس ألمانيا

 آيسلندا
- آيسلندا إكسبريس
- الخطوط الجوية الآيسلندية
- واو إير

 أيرلندا
- النرويجية للطيران الدولي

 إيطاليا
- ون إير
- سيرفيس إير بلس
- ألبيجليس
- طيران كلوب
- مي إير
- خطوط فولاري الجوية

 هولندا
- في بيرد

 النرويج
- كلر إير
- فيل إير
- النرويجي لونغ هاول

 بولندا
- طيران بولونيا
- سنترال وينجز
- طيران مباشر
- جيت جيت
- أو إ تي اكسبريس بولندا

 رومانيا
- كارباتير (تعمل الآن كشركة طيران إقليمية)
- طيران رومانيا

 روسيا
- أفيانوفا
- دوبروليت
- سكاي اكسبريس

 صربيا
- سينتافيا

 سلوفاكيا
- سكاي أوروبا

 السويد
- فلاي مي
- فلاي نورديك
- سنو فلاكي

 أوكرانيا
- طيران وبز أوكرانيا

 المملكة المتحدة
- طيران اسكتلندا
- بميبابي
- ديبونير
- خطوط دو الجوية
- فلاي بي
- فلاي غلوبسبان
- جو
- خطوط لاكر الجوية
- خطوط مونارك الجوية
- طيران النرويجية المملكة المتحدة

### أوقيانوسيا
أستراليا
- طيران أستراليا
- كومباس ايرلاينز
- طيران ايست-ويست
- إمبلس إيرلاينز (استحوذت عليها كانتاس وغيرت علامتها التجارية إلى جيت ستار وكانتاس لينك)
- تايجر إير استراليا
- فيرجن بلو (تحولت إلى شركة طيران كاملة الخدمات في عام 2011 وسميت باسم فيرجن أستراليا)

 نيوزيلندا
- طيران الحرية
- كيوي ايرلاينز
- خطوط باسيفيك بلو الجوية (تشترك الآن مع طيران نيوزيلندا وهي علامة تجارية كاملة الخدمات - فيرجن أستراليا)